# Line TV
Line TV — медіасервіс відео на вимогу, який належить японській корпорації Line Corporation, але працює в основному на Тайвані, а раніше — у Таїланді. Це безкоштовний сервіс з підтримкою реклами, доступний через мобільні програми, цифрові медіаплеєри та Інтернет. Він транслює програми з місцевих телевізійних мереж, а також співпрацює зі студіями для створення власного оригінального контенту.
Сервіс був запущений у Таїланді в 2015 році, де він став найпопулярнішою онлайн-платформою відео для місцевого телевізійного контенту з понад 40 мільйонами користувачів. Пізніше він поширився на Тайвань, а в 2020 році — на дев'ятнадцять інших територій, переважно в Південно-Східній Азії, Латинській Америці та Сполучених Штатах. Line TV зіграв важливу роль у популяризації жанру яой в Таїланді, а також експорті таких тайських серіалів для закордонної аудиторії. Однак наприкінці 2021 року компанія припинила надання послуг у Таїланді.
У 2020 році Line TV уклала партнерські відносини з GagaOOLala, глобальною службою потокового передавання та виробництва ЛГБТ-телебачення з Тайбею, для ліцензування контенту останньої.